# レオナルド・ダ・シウヴァ・モウラ
レオナルド・ダ・シウヴァ・モウラ（Leonardo da Silva Moura、1978年10月23日 - ）は、ブラジル・リオデジャネイロ州ニテロイ出身の元同国代表サッカー選手。ボタフォゴFR、CRヴァスコ・ダ・ガマ、フルミネンセFC、そしてCRフラメンゴとカンピオナート・カリオカ (リオデジャネイロ州選手権) のビッグ4全てでプレーした数少ない選手の1人。

## 経歴

### 初期
リニャレスECの下部組織でキャリアを始め、MFとしてプレーをしていた。その後、リオのボタフォゴFRの下部組織に入団し、1998年にトップチームデビューを果たした。ベルギーのKFCジェルミナル・ベールスホットで1シーズン過ごし、オランダの2部に属するADOデン・ハーグに入団すると右SBに転向し、好調なシーズンを送った。

### ブラジル復帰
国外で2シーズンプレーした後の2001年に古巣のボタフォゴへ復帰。ここでは再びMFとしてプレーすることを望んだが、負傷によりポジションを失った。回復後は、1999年にセザール・プラテスが去ってからの悩みの種だった右SBのポジション問題を解決させるほどプレーを見せていたが、ライバルのCRヴァスコ・ダ・ガマへまさかの移籍をした。
ヴァスコでは、ロマーリオ, エウレルと相性が良く攻撃陣を形成した。ここで成功しているにもかかわらず、全国選手権を前にして同年SEパルメイラスへと移籍をしたが、クラブは2部へ降格した。
2003年にサンパウロFCへ加入した際、過去に左SBとして活躍したレオナルドの存在があったため、レオナルド・モウラへ登録名を変更した。ここでのプレーは精彩を欠いたため、リオデジャネイロに戻りフルミネンセFCと契約した。
フルミネンセでは、再び同僚となったロマーリオや後に別のチームでも再会することになるジュニオール・セザールらと共にプレーをした。モウラ自身もポテンシャルを披露し、ファンのお気に入りの選手になったが、翌2005年にポルトガルのSCブラガへ去っていった。

### フラメンゴ
2005年にCRフラメンゴへ加入するも、チームの主だったライバル全てに所属した"渡り鳥プレイヤー"として知られていたため、当初ファンから疑いの目を向けられていた。しかし、熟練したパスとドリブルからすぐさまキープレーヤーとしての地位を確立し、降格の危機から回避するのに貢献した。
2006年には自身初タイトルとなるコパ・ド・ブラジルを獲得した。この勝利からチームは4年ぶりとなるコパ・リベルタドーレス出場権を獲得し、モウラはレギュラーとしての座を決定的なものとしていった。左SBのフアン・マルドナード・ハイメスとの素晴らしい両サイドは、2010年にフアンがクラブを去るまで続きサポーターから寵愛を受けた。また、多才なMFレナト・アブレウ, GKブルーノ・フェルナンデス・ジ・ソウザと並んでモウラはチームのハイライトの1つだった。2007年リベルタドーレスでは不振だったものの、カンピオナート・カリオカ (リオデジャネイロ州選手権) では優勝し、個人としてはプレミオ・クラッキ・ド・ブラジレイロンの右SB部門だけではなくプラカール誌が選ぶボーラ・ジ・プラッタ最優秀右SB部門にも輝いた。
2008年にクラブと契約延長を結ぶと、同年アイルランドとの親善試合にブラジル代表として招集された。クラブレベルでは、タッサ・グアナバラと州選手権のタイトルを獲得すると再びボーラ・ジ・プラッタに選ばれた。
2009年は州選手権3連覇し、さらにクラブ通算6度目となる全国選手権のタイトルを獲得と、例年以上に成功した思い出に残る年となった。しかし、翌2010年は波乱の年となった。チームの主将ブルーノが殺人容疑にかけられたため、そのあとを引き継いだ。その動揺のせいか、年間を通して降格圏スレスレを行き来していたが、最終的にコパ・スダメリカーナ予選圏内まで順位を上げた。
モウラがSCインテルナシオナルへの移籍をほのめかしていたため、フラメンゴでの時間は2011年に終わるかと思われていた。長年パートナーを組み守備陣を支えたフアンが出ていったため、モウラやチームのため左SBの補強の必要があった。それにもかかわらず、2002 FIFAワールドカップの優勝者にして2005年のバロンドール受賞者であるブラジル代表のロナウジーニョが加入により主将の座がロナウジーニョへと渡たり、主将としての期間は終わった。2011年にタッサ・グアナバラとタッサ・リオの両大会に優勝と前期で素晴らしい成功を収めたため、全国選手権の優勝候補に乗りを上げた。年間を通じて無敗のまま連勝を重ね、コパ・ド・ブラジル準々決勝のセアラーSCに敗れるも、リーグ戦は16節まで無敗だった。17節のアウェーで行われたアトレチコ・ゴイアニエンセ戦でついに敗戦し、モウラはこの試合をMFとしてプレーしていた。後期に突入なっても勢いを取り戻すことが出来ず敗戦を重ね、結果リベルタドーレス出場圏内に終わった。
クラブとの契約最終年になる2012年も変わらずレギュラーとしてプレーし、ロナウジーニョ、チアゴ・ネーヴィスと共に存在感あるプレーを見せた。チームで4度目のリベルタドーレスでは、第1戦ボリビアのレアル・ポトシ戦でキャリアの中で珍しくヘディングゴールを決め、グループステージ進出に貢献するも突破は出来ず敗退した。

### フォートローダーデイル・ストライカーズ
2015年、長年所属したフラメンゴを退団。NASLに参加しロナウドが共同オーナーを務めるフォートローダーデイル・ストライカーズに加入した。4月11日のジャクソンヴィル・アーマダFC戦で移籍後初ゴールを決めた。

### FCゴア
2015年、インドのFCゴアに移籍した。

## 代表
2008年2月6日、ダブリンで行われたアイルランド代表との親善試合でブラジル代表デビューをした。

## タイトル

### クラブ
フラメンゴ
- コパ・ド・ブラジル：2006、2013
- タッサ・グアナバラ：2007、2008、2011、2014
- タッサ・リオ：2009、2011、2014
- カンピオナート・カリオカ：2007、2008、2009、2011、2014
- カンピオナート・ブラジレイロ・セリエA：2009

サンタクルス
- カンピオナート・ペルナンブカーノ：2016

グレミオ
- コパ・リベルタドーレス：2017
- レコパ・スダメリカーナ：2018
- カンピオナート・ガウショ：2018, 2019

### 個人
- ボーラ・ジ・プラッタ (プラカール（英語版）選定) 右SB部門：2007
- プレミオ・クラッキ・ド・ブラジレイロン (CBF&ヘジ・グローボ選定) 右SB部門：2007、2008
- カンピオナート・カリオカ (リオデジャネイロ州選手権) 右SB部門：2011